# Giovanni Antonio Guadagni
Pour les articles homonymes, voir Giovanni.
Giovanni Antonio Guadagni (né le 14 septembre 1674 à Florence, mort le 15 janvier 1759 à Rome) ou en religion Jean Antoine de Saint Bernard, est un père carme italien, nommé évêque puis cardinal au XVIIIe siècle. 
Neveu du pape Clément XII, celui-ci le nomme évêque en 1724. Il est nommé cardinal en 1731. À la tête de très nombreuses charges dans la curie romaine, il participe à deux conclaves avant de mourir en odeur de sainteté en 1759. 
Son procès en béatification, débuté très vite après son décès, est toujours en cours.

## Biographie

### Enfance et études
Giovanni Antonio Guadagni est né le 14 septembre 1674 à Florence, fils unique d'une famille noble (et sénatoriale) : le Marquis Donato Guadagni, et de Maddalena Corsini. Par la branche maternelle, il est le neveu du (futur) pape Clément XII, et il a pour grand-oncle le célèbre carme saint André Corsini. 
Il fait ses études à Pise et obtient le 3 mai 1696 un doctorat utroque iure, tant en droit canon, qu'en droit civil. Il se rend ensuite à Rome où il pratique le droit.

### Entrée au Carmel
Il rentre à Florence où il décide d'embrasser la vie religieuse contre l'avis de sa famille : il entre dans l'Ordre des Carmes déchaux à Arezzo. Il prend le nom (en religion) de Jean Antoine de Saint Bernard ((it) Giovanni Antonio di San Bernardo). Petit à petit, le jeune carme solde toutes les dettes de l'Ordre. Il fait sa profession solennelle le 1er novembre 1700. Il part ensuite étudier la philosophie et la théologie dans le couvent des carmes de Florence,.
Il est ordonné prêtre le 11 mars 1702. Très vite il est nommé maître des novices, puis prieur du couvent Saint-Paul de Florence. Il assure la fonction de provincial de la province d'Étrurie. Il fonde un nouveau couvent à Pise.

### L'évêque
Guadagni est nommé évêque d'Arezzo le 20 décembre 1724, « avec la dispense de son vœu de ne pas accepter des dignités ecclésiastiques ». Sa consécration (comme évêque) se déroule le 31 décembre 1724 dans l'église de Santa Maria della Scala de Rome. Il est consacré évêque par le cardinal Lorenzo Corsini (qui deviendra six ans plus tard le pape Clément XII), assisté de l'archevêque de Larissa (Pietro Luigi Carafa)  et de l'évêque de Pesaro (Filippo Spada). En tant qu'évêque d'Arezzo il hérite du titre de prince du Saint-Empire romain germanique et comte de Cesa. 
Il est nommé Assistant au Trône pontifical le 1er janvier 1725. 
Le pape Clément XII, tout nouvellement nommé, lui accord le pallium (normalement réservé aux  archevêques métropolitains) « par une grâce papale spéciale ». La remise du pallium se déroule dans la chapelle privée du palais du Quirinal, le 22 novembre 1730. Celui-ci est remis par le pape lui-même.
Mgr Guadagni organise un synode diocésain en 1730.

### Le Cardinal
Le pape Clément XII le crée cardinal lors du consistoire du 24 septembre 1731. L'évêque accepte sa promotion en vertu de la « sainte obéissance ». Le pape, par un mémoire apostolique, lui envoie la barrette rouge le 26 septembre 1731, le nouveau cardinal arrive à Rome le 7 novembre, et le 11, il fait son entrée solennelle par la porta Pia. Le 22 novembre 1731, il reçoit son habit de cardinal et le titre de « San Martino ai Monti » le 17 décembre 1731.
Il est intégré au Sacré Collège des Évêques et Réguliers, à la Congrégation de l'immunité ecclésiastique, la Congrégation de la discipline religieuse, la congrégation du Saint-Office et au Conseil Tridentin. 
Le 1er mars 1732, , il est nommé Vicaire général de Rome et de son district. Il démissionne alors de son poste d'évêque du diocèse d'Arezzo le 4 novembre 1732. En plus de toutes ces charges, il cumule encore d'autres fonctions :
- protecteur de la Congrégation bénédictine de Vallombrosa le 21 août 1734.
- préfet du Sacré Collège  de la Discipline des Réguliers et de la Résidence des Évêques en janvier 1737.
- Abbé commendataire de Grottaferrata en septembre 1738 (il y avait fait restaurer l'église[3]).
- Camerlingue du Sacré Collège des Cardinaux du 28 janvier 1743 au 3 février 1744.
- Sous-doyen du Collège des cardinaux.
- Protecteur de la Congrégation bénédictine, des moines Guglielmiti, frères piaristes, des Pères de la doctrine chrétienne, des frères hospitaliers, de la Congrégation des Prêtres, de l'Académie de Théologie, du collège Apostolique des prêtres, du Séminaire Romain,du Collegio Nazareno (de Rome).

Le 23 février 1750 il est nommé évêque de Frascati. Il parcourt son diocèse, visite tous les ordres religieux, les fraternités et les institutions pieuses. Il profite de sa tournée dans son diocèse pour célébrer plusieurs confirmations, et distribuer des aumônes aux plus pauvres.  Il visite toutes les églises rurales dispersées sur tout le territoire diocésain, en notant les lacunes et travaux à réaliser. Il fait restaurer de nombreuses églises, ainsi que du mobilier liturgique.
Le 12 janvier 1756, il est nommé Cardinal-évêque de Porto e Santa Rufina.
Mgr Guadagni participe à différents conclave :
- le conclave de 1740 qui élit le pape Benoît XIV.
- le conclave de 1758, qui élit le pape Clément XIII. .

Il décède à Rome le 15 janvier 1759 en odeur de sainteté. Il est enterré dans le chœur de l'église Santa Maria della Scala, dans une tombe qu'il avait fait préparer spécialement, tombe située sur le côté gauche de l'autel principal.

## Béatification
Le procès diocésain en béatification se déroule de 1761 à 1764. Il tombe en sommeil un temps car le Vatican ne publie le Nihil obstat que le 27 novembre 1940,.